# Galathea strigosa
Espèce
Galathea strigosa, la galathée multicolore ou écrevisse de mer, est une espèce de crustacés décapodes de la famille des Galatheidae.
La couleur du Galathea strigosa est rouge avec des lignes bleues prononcées. C'est une espèce commune de l'atlantique et de la méditerranée du Cap Nord à la mer rouge qui vit dans les failles rocheuses de 20 à 600 mètres de profondeur. Sa taille moyenne adulte est de 7 à 9 cm.